# عقاب هارپی
عقاب هارپی (نام علمی: Harpia harpyja) نوعی عقاب است که نیرومندترین و بزرگ‌ترین پرندهٔ شکاری قارهٔ آمریکا به‌شمار می‌رود و یکی از بزرگ‌ترین انواع عقاب است که جنس ماده آن ۶ تا ۱۰کیلوگرم و جنس نر آن ۵ تا ۸ کیلوگرم وزن و ۹۵٫۵ سانتی‌متر طول دارد. این پرنده گاهی عقاب هارپی آمریکایی نامیده می‌شود تا از عقاب پاپوایی متمایز شود که آن هم گاهی عقاب هارپی پاپوایی (گینه نویی) نامیده می‌شود. این دو عقاب از نظر ظاهری و نوع زندگی شباهت زیادی به عقاب فیلیپینی دارند.
نام هارپی برای این عقاب برگرفته از نام یک مخلوق اهریمنی در افسانه‌های یونان باستان است که نیمی زن و نیمی پرنده شکاری بود. این عقاب نیرومند که تاجی از پرهای سفید بر روی سر دارد، در جنگل‌های بارانی و گرمسیری آمریکای جنوبی و مرکزی از جنوب مکزیک گرفته تا برزیل زندگی می‌کند و در بلندترین نقطهٔ مرتفع‌ترین درختان آشیانه می‌کند و جانورانی چون طوطی‌های ماکائو، میمونها و تنبل‌ها را طعمه خود می‌سازد. نیمه بالایی بدن عقاب هارپی سیاه و نیمه پایین بدنش سفید است و یک خط سیاه روی سینه‌اش دیده می‌شود. جمعیت این پرندهٔ شکاری به سرعت در حال کاهش است و این کاهش به ویژه در مکزیک و آمریکای مرکزی چشمگیرتر است.